# Rittergut Erichshof

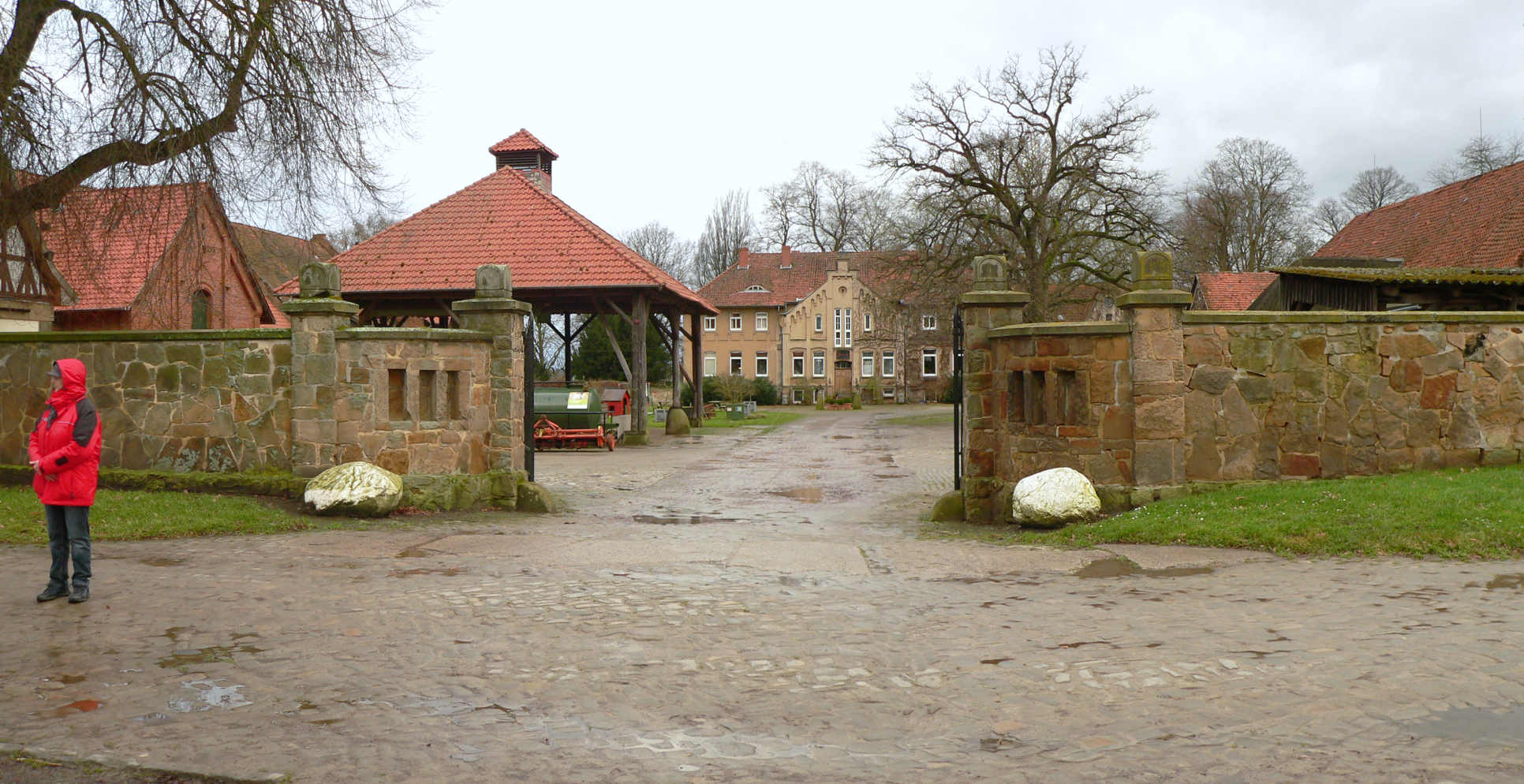
Einfahrt des Ritterguts Erichshof

Das Rittergut Erichshof beim Ortsteil Everloh der Gemeinde Gehrden in Niedersachsen entstand in der Mitte des 19. Jahrhunderts und ist heute ein landwirtschaftlich genutztes Gebäudeensemble, das unter Denkmalschutz steht.

## Beschreibung

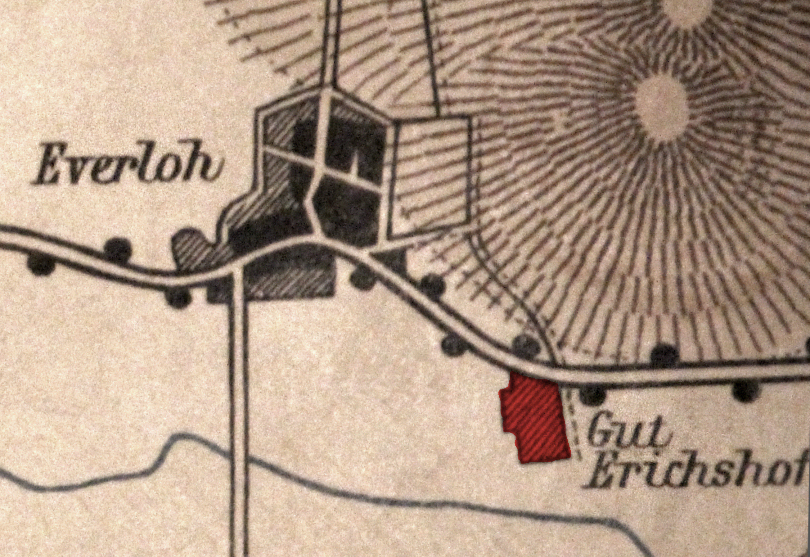
Karte mit Everloh und dem Gut aus der Zeit vor dem Ersten Weltkrieg

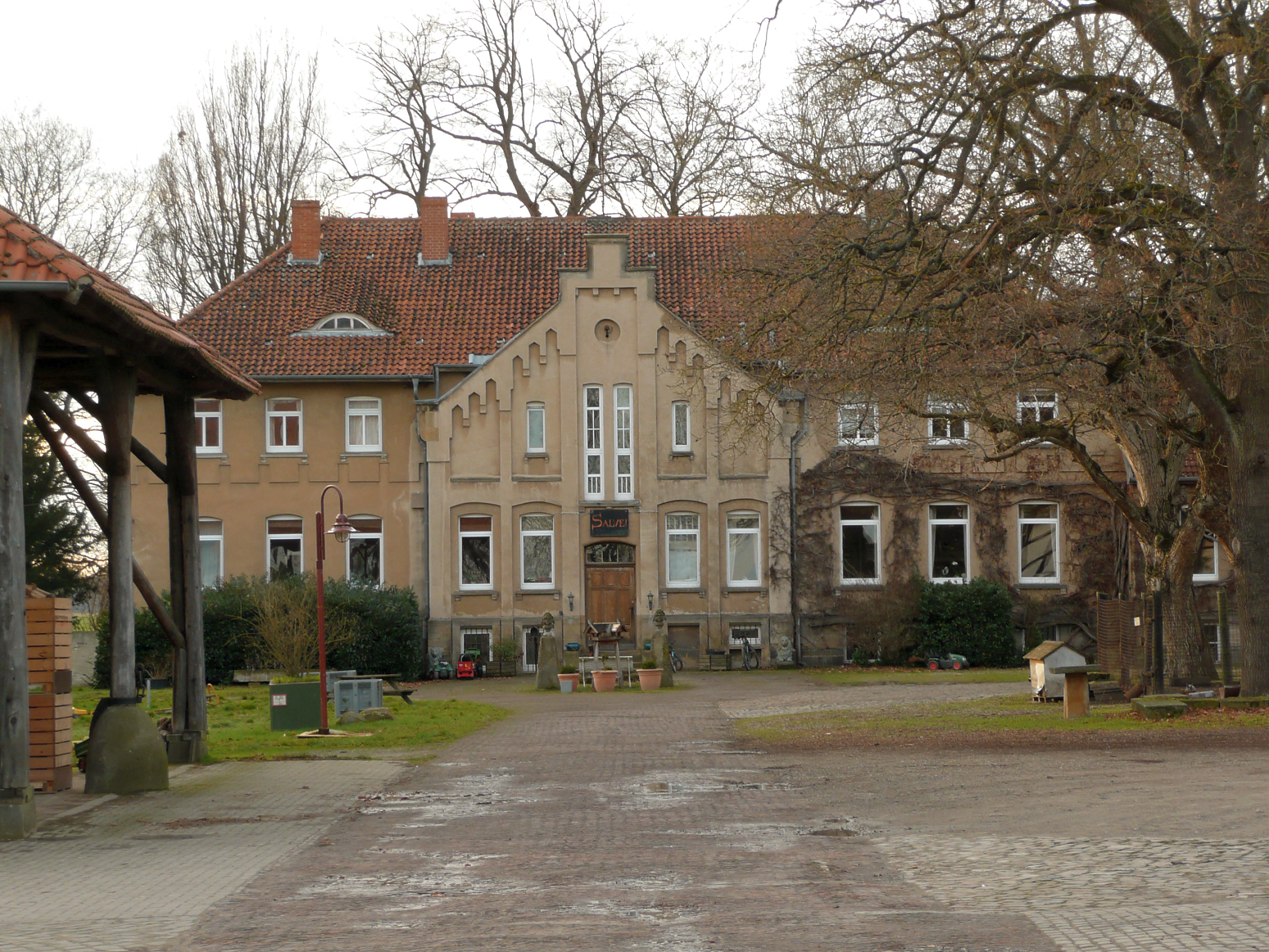
Herrenhaus

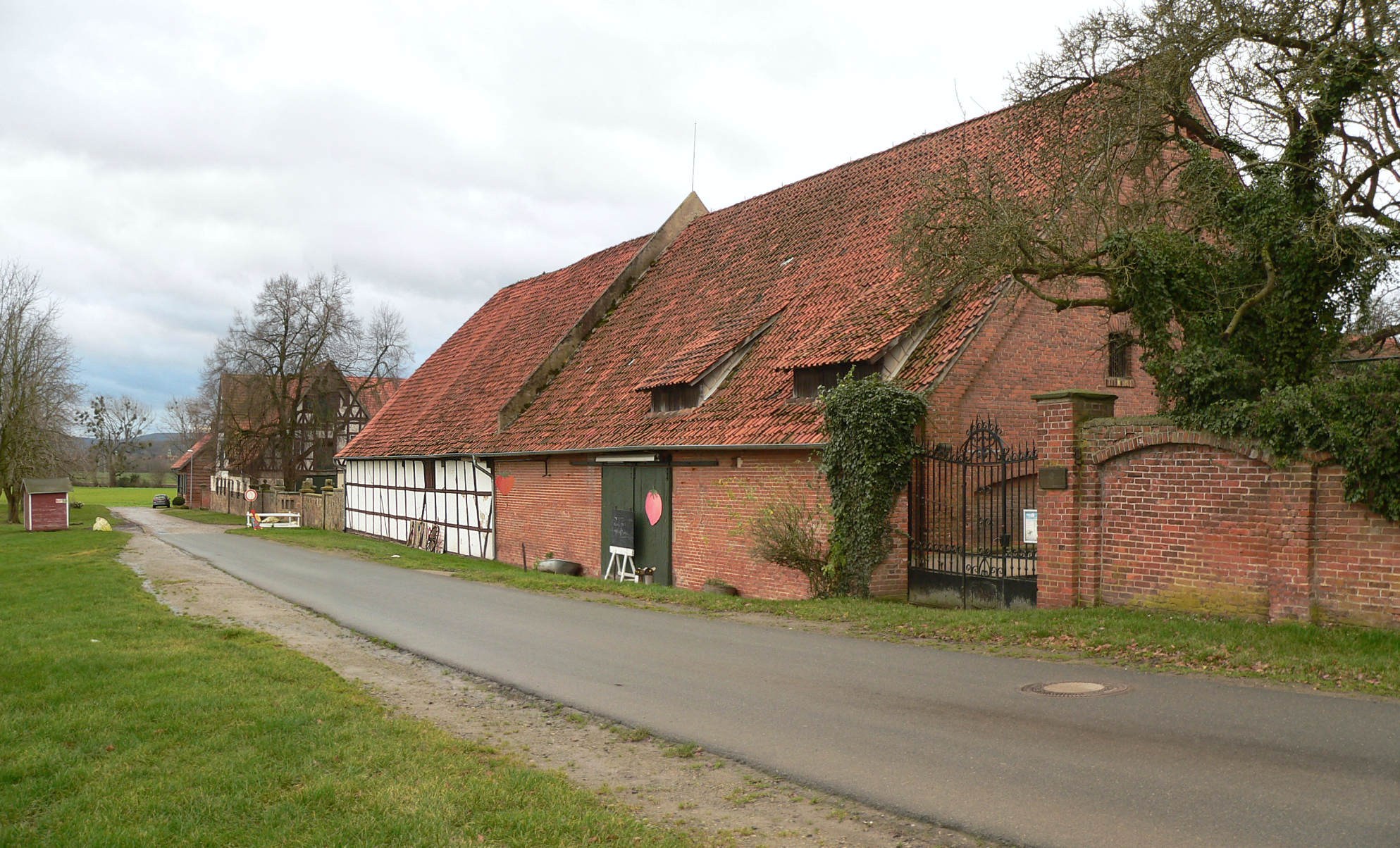
Scheunen

Der Gutshof liegt außerhalb der Bebauung südöstlich von Everloh und südlich vom Benther Berg an der B 65. Er wurde 1865 durch Erich von Lüpke als landwirtschaftliches Gut errichtet. Die Familie von Lüpke verwaltete über 400 Jahre einen Hof in Everloh, der ein Lehen der Familie von Ilten war. Im 19. Jahrhundert wurde die Familie von Lüpke  Besitzer des Lehnshofes. Als die Feldmark von Everloh verkoppelt wurde, siedelte Erich von Lüpke seinen bäuerlichen Betrieb aus dem Dorf aus und gründete den nach ihm benannten Erichshof. Ein Großteil der Gutsgebäude stammt aus der Zeit von 1859 bis 1861. Der Kuhstall wurde 1885 in Ziegel errichtet. Ebenfalls aus Ziegel bestehen das Landarbeiterwohnhaus und die hohe Gutsmauer, die das Gutsgelände umfasst.
1870 erwarb der Kommerzienrat Friedrich Buresch aus Linden von Erich von Lübke den Erichshof, den er am 1. März 1871 übernahm. Buresch war der Schwiegersohn des hannoverschen Industriellen Georg Egestorff. Buresch vergrößerte den Hof durch den Zukauf von Ländereien. Als er 1877 den Rittertitel des Rittergutes Tündern erwarb, wurde der Erichshof von der Calenberg-Grubenhagenschen Landschaft zum Rittergut erhoben. Die Elektrifizierung des Gutshofes erfolgte 1904 durch das Straßenbahnnetz der Straßenbahn Hannover AG.
Der Erichshof wird heute (2012) in der 5. Generation von der Familie Buresch betrieben. Er verfügt in zwei Betrieben über 300 Hektar Fläche, auf denen Getreide, Zuckerrüben und Raps angebaut werden. Ein wichtiges Standbein des Betriebes ist die Direktvermarktung, die durch einen Hofladen und umfangreiche Flächen zum Selbstpflücken von Obst und Gemüse erfolgt. Die 1975 angelegte Erdbeerplantage ist die älteste im Umfeld von Hannover. Auf dem Gutshof finden des Öfteren Erntedankfeste statt.